# L'Ultime Chevauchée
Pour plus de détails, voir Fiche technique et Distribution.
L'Ultime Chevauchée (Raiders of Old California) est un western américain réalisé par Albert C. Gannaway, sorti en 1957.

## Synopsis
1847. Alors que la Guerre américano-mexicaine touche à sa fin, certains soldats américains des Tuniques bleues, commandés par le général McKane,font du zèle et contraignent le commandant d’un fort mexicain, Don Miguel Sebastian, à capituler après avoir tué tous ses hommes. Par une transaction frauduleuse, McKane, qui n'est d'autre qu'un escroc aventurier avide de richesse, oblige même le vaincu à lui céder ses nombreux hectares de terres. Quelques années plus tard, enrichi par les nombreuses terres salement acquises, McKane règne sur la région et commence à expulser les paysans mexicains à qui il avait alloué des parcelles de terrain. Mais les exactions violentes de son homme de main Pardee ne passent pas inaperçues et parviennent aux oreilles d'hommes de loi dont un vieux juge, Ward Young, et son jeune fils shérif, Faron. Quant à Sebastian, laissé pour mort par McKane, il est toujours vivant et il est prêt à témoigner contre McKane et ses hommes. Déterminés à mettre un terme au règne de McKane, les Young doivent retrouver Sebastian avant que les complices de McKane ne mettent fin à ses jours...

## Fiche technique
- Titre original : Raiders of Old California
- Titre français : L'Ultime Chevauchée
- Réalisation : Albert C. Gannaway
- Scénario : Samuel Roeca et Tom Hubbard
- Montage : Carl Pingitore
- Musique : Hugo Friedhofer
- Photographie : Charles Straumer
- Production : Albert C. Gannaway, Tom Hubbard et Samuel Roeca
- Société de production : Albert C. Gannaway Productions
- Société de distribution : Republic Pictures
- Pays de production :  États-Unis
- Langue originale : anglais
- Format : noir et blanc
- Genre : western
- Durée : 72 minutes
- Date de sortie :
  - États-Unis : 17 octobre 1957 (San Francisco) ; 1er novembre 1957 (sortie nationale)
  - France : 16 août 1961

## Distribution
- Jim Davis (VF : Michel Piccoli) : le capitaine Angus Clyde McKane
- Arleen Whelan : Julie Johnson
- Faron Young (VF : Pierre Trabaud) : le marshall (shérif fédéral en VF) Faron Young
- Marty Robbins : le caporal Timothy Boyle
- Lee Van Cleef (VF : Marcel Bozzuffi) : le sergent Damon (Raymond en VF) Pardee
- Louis Jean Heydt (VF : Claude Péran) : le juge Ward Young
- Harry Lauter (VF : Roger Rudel) : le lieutenant Scott Johnson
- Douglas Fowley (VF : Raymond Rognoni) : le shérif
- Larry Dobkin (VF : Georges Aminel) : le capitaine, puis le padre don Miguel Sebastian
- Bill Coontz : Turk
- Don Diamond (VF : Marcel Painvin) : Pepe
- Ric Vallon (VF : Michel François) : Burt, un homme de McKane dont le cheval est touché à la jambe
- Tom Hubbard : Emmet
- Edward Colmans (VF : Lucien Bryonne) : Diego (non crédité)
- Gerald Mohr (VF : Roger Rudel) : le narrateur (non crédité)